# 多媒體圖書館
多媒體圖書館（Multimedia Library）就是提供多樣化媒體的圖書館，相較於傳統圖書館主要是提供平面印刷媒體，多媒體圖書館所提供的媒體形式包含了印刷媒體、視聽媒體、電子媒體、連線數位媒體等多種形式。例如：互動式光碟、數位影音光碟、影音光碟、音樂光碟、雷射光碟、錄影帶、幻燈片、錄音帶等。
Bove & Rhodes在其麥金塔多媒體手冊中 將多媒體定位於：「多媒體是使用多種媒體—文字、圖形、聲音、動畫、影像等的結合—來傳遞訊息。」若以此來定義多媒體圖書館，則多媒體圖書館可泛指網路上使用多種媒體來傳遞訊息之數位圖書館或虛擬圖書館等不具有實體之圖書館，例如：音樂圖書館等。
多媒體圖書館可算是圖書館的一種，現今的圖書館已走向提供多媒體資訊的趨勢，這已是無可避免的圖書館發展走向。多媒體圖書館幾乎可算是現今圖書館的一種別稱。

## 與傳統圖書館之區別
傳統圖書館蒐集的資料以印刷型資料為主，且著重於蒐集、整理、典藏等工作，至於社會大眾是否能夠充分有效的吸收則往往被忽略；多媒體圖書館則充分利用各種媒體的特性與功能，在明瞭其廣大的讀者有著各種不同的知識性需求與求知途徑的前提之下，主動積極的為讀者提供各種知識性服務，並致力求得讀者使用適當媒體後的最大學習效果。
多媒體圖書館與傳統圖書館最大的差異，就在於媒體型式的區別。傳統圖書館主要是以單一的媒體形式為主，而多媒體圖書館則涵蓋提供了多元的媒體型式。另外，在於服務的理念上也有著顯著的差異，多媒體圖書館化過去的被動為主動，積極提供各類媒體及資訊供讀者使用，比傳統圖書館更加吸引讀者的目光。